# Andesmeesstekelstaart
De Andesmeesstekelstaart (Leptasthenura andicola) is een zangvogel uit de familie Furnariidae (ovenvogels).

## Verspreiding en leefgebied
Deze soort komt voor van westelijk Venezuela tot noordelijk Bolivia en telt vijf ondersoorten:
- L. a. certhia: westelijk Venezuela.
- L. a. extima: Sierra Nevada de Santa Marta (noordoostelijk Colombia).
- L. a. exterior: de oostelijke Andes van centraal Colombia.
- L. a. andicola: de centrale Andes van Colombia en Ecuador.
- L. a. peruviana: van Peru tot noordelijk Bolivia.

## Status
De grootte van de populatie is niet gekwantificeerd maar de soort wordt omschreven als vrij algemeen. Op de Rode lijst van de IUCN heeft deze soort de status niet bedreigd.